# Walter Almberger
Walter Almberger (Hieflau, 1933) é um alpinista austríaco conhecido no meio por ter efetuado a primeira invernal da face norte do Eiger em companhia de Toni Hiebeler, Toni Kinshofer e Anderl Mannhardt pela chamada via Heckmair 
Mineiro de profissão, exerce a grande parte da sua carreira alpina nos Alpes de Ennstal nas regiões de Estíria.

## Ascensões
- 1954 - O diedro noroeste do Peternschartenkopf (Gesäuse) avec Hans Stampfer
- 1957 - Primeira invernal do mesmo noroeste do Peternschartenkopf com Gustl Pucher
- 1958 - Face oest, 1 400 m, do pico Germagenov (Cáucaso) com Karl Gollmayer
- 1961 - Primeira invernal da face norte do Eiger, com Toni Hiebeler, Toni Kinshofer e Anderl Mannhardt
- 1964 - Primeira invernal da Via des Amis aberta par Hermann Buhl na face norte do Dachl com Klaus Hoi